# Waiting for Magic
A Waiting for Magic című dal a svéd Ace of Base 1993 májusában megjelent 4. kislemeze a Happy Nation című stúdióalbumról. A dal Dániában és Svédországban a legjobb tíz helyezett között szerepelt, és a dal eredeti változata csak a Happy Nation első kiadásán található meg. Az album új kiadásán a The Sign című dal remixe került. A dalt Dániában a Miss Universe Dánia című szépségversenyen is felhasználták.

## Kritikák
A Music & Media így írt a dalról: A svéd slágergyárosok alábbhagynak a reggae-pop stílussal, egy modern hangzás kedvéért.

## Megjelenések
12"  Mega Records – MRCX 122543
- A	Waiting For Magic (Total Remix 12" Version) 6:34 Remix – Stenström, Buddha

- B1	Waiting For Magic (Radio Edit) 3:31
- B2	Waiting For Magic (Total Remix 7" Version) 3:51 Remix – Stenström*, Buddha

## Slágerlista
| Slágerlista (1993)                   | Legjobb helyezés |
| ------------------------------------ | ---------------- |
| Dánia (IFPI)                         | 2                |
| Finnország (Suomen virallinen lista) | 5                |
| Svédország (Sverigetopplistan)       | 19               |

## Külső hivatkozások
- Dalszöveg[7]